# Nurhan Fırat
Nurhan Fırat (Erzincan, 4 de setembre de 1972) és una karateka turca que ha estat campiona d'Europa dues vegades en la categoria de kumite.